# سیارک ۲۶۴۵۸
سیارک ۲۶۴۵۸ (به انگلیسی: 26458 Choihyuna، نامگذاری:2000AC110)۲۶۴۵۸مین سیارک کشف شده‌است که در ۰۵ ژانویه ۲۰۰۰ کشف شد.